# Gouinia cearensis
Gouinia cearensis är en gräsart som först beskrevs av Erik Leonard Ekman, och fick sitt nu gällande namn av Jason Richard Swallen. Gouinia cearensis ingår i släktet Gouinia och familjen gräs. Inga underarter finns listade i Catalogue of Life.